# 格罗斯曼·马塞尔
格罗斯曼·马塞尔（匈牙利語：Grossmann Marcell，1878年4月9日—1936年9月7日），猶太人，瑞士數學家，阿尔伯特·爱因斯坦的大學同窗和好友。格羅斯曼在蘇黎世聯邦理工學院擔任數學教授，主要研究画法几何。
愛因斯坦畢業於苏黎世联邦理工学院後得以進入瑞士伯恩聯邦專利局任職即為格羅斯曼父親的協助。

## 經歷
格羅斯曼出生於布達佩斯，雙親是儒勒·格羅斯曼（Jules Grossmann）和卡塔琳娜·亨里埃特·利希滕漢（Katharina Henriette Lichtenhahn）。父親儒勒原居瑞士，在匈牙利布達佩斯開設農業機械工廠，但他的家族來自阿尔萨斯。1893年格羅斯曼和家人遷往瑞士巴塞爾，在當地中學畢業後格羅斯曼進入蘇黎世聯邦理工學院就讀，1900年畢業後留校擔任幾何學家奧托·威廉·費德勒的助教。之後7年格羅斯曼持續研究非欧几里得几何，並且在當地中學任教。1902年他以論文《Über die metrischen Eigenschaften kollinearer Gebilde》獲得博士學位，1907年成為蘇黎世聯邦理工學院画法几何的全職教授。在此要強調格羅斯曼研究的非歐幾里得幾何學，即黎曼幾何（或稱為橢圓幾何）對愛因斯坦的廣義相對論發展是重要的一個步驟。亞伯拉罕·派斯的書中寫到愛因斯坦提及格羅斯曼教愛因斯坦張量理論對於廣義相對論的發展也有一樣的重要性。格羅斯曼還將埃爾溫·布魯諾·克里斯托費爾提出，格雷戈里奧·里奇－庫爾巴斯托羅和圖利奧·列維－奇維塔發展完成的絕對微分學介紹給愛因斯坦。而他促進了愛因斯坦至今仍被認為是最優雅和最強大的重力理論：廣義相對論的數學和理論物理完美結合。愛因斯坦和格羅斯曼的合作讓出版於1913年的開創性論文，也是確立愛因斯坦相對論兩篇論文的其中一篇《Outline of a Generalized Theory of Relativity and of a Theory of Gravitation》得以完成。
而身為幾何學教授的格羅斯曼還組織了中學教師的暑期研習學校。他是成立於1910年的瑞士數學學會的其中一位創辦人。
1936年，格羅斯曼因多發性硬化症逝世。而相對論研究者為了彰顯格羅斯曼對物理學的貢獻，每三年舉辦一次馬塞爾·格羅斯曼會議。

## 外部連結
- Marcel Grossmann meetings （页面存档备份，存于）
- 約翰·J·奧康納; 埃德蒙·F·羅伯遜, ,  （英语）
- 格罗斯曼·马塞尔在數學譜系計畫的資料。